# Frans Hendriks
Frans Hendriks (Haarlem, 29 april 1957) is een Nederlandse mix- en masteringtechnicus/producer. In de jaren 80 onder meer actief als drummer bij Bram Vermeulen & de Toekomst. Tegenwoordig is hij bekend vanwege zijn mixages en masteringactiviteiten. Hendriks is sinds 1986 vooral werkzaam in studio Zeezicht in Spaarnwoude en in zijn eigen boerderij-studio Het Gemengd Bedrijf in Limmen. 
Als muzikant heeft Hendriks gespeeld bij Bram Vermeulen en de Toekomst, Jan Rot, Fay Lovsky, ZZ en de Maskers (1985), Wild Onions, De Orde en PeeWee & The Specials. Ook was hij gastmuzikant op platen en CD's van vele artiesten.
Als engineer heeft hij samengewerkt met tal van bekende en onbekende Nederlandse en internationale artiesten, onder andere Candy Dulfer, Trijntje Oosterhuis, Acda en De Munnik, De Dijk, Guus Meeuwis, Frank Boeijen, Henk Hofstede, Henny Vrienten, Bob Fosko, Daniël Lohues, Angela Groothuizen, Xander de Buisonjé, Jamie Cullum, Cuby & the Blizzards, Paul de Leeuw, Edsilia Rombley, Gordon, Ramses Shaffy, Frédérique Spigt, Beatrice van der Poel, Do, Veldhuis & Kemper, Dennis, Jan Rot, Gruppo Sportivo, Maarten van Roozendaal, Jeroen van Merwijk, Karin Bloemen, Kyteman's Hiphop Orkest, Barrelhouse, Ricky Koole, Sabrina Starke, Babette Labeij, De Band Helder en Oôs Joôs.
Als producer heeft hij samengewerkt met onder andere Do, Doe Maar, Henny Vrienten, Hans Schlattman, Beef!, Def P & Beatbusters, The Pilgrims, Vitesse en de Bazzookas.